# رموز البلدان ن
هذه المقالة تحتوي على رموز البلدان التي تبدأ بالحرف ن.

## ناميبيا
| أيزو 3166-1 رقمي 516                                         | أيزو 3166-1 حرفي-3 NAM                            | أيزو 3166-1 حرفي-2 NA                              | رمز مطار منظمة الطيران المدني الدولي بادئة(es) FY          |
| قائمة مفاتيح الهاتف لدول العالم +264                         | قائمة رموز بلدان اللجنة الأولمبية الدولية NAM     | النطاق الأعلى في ترميز الدولة .na                  | منظمة الطيران المدني الدولي تسجيل الطائرات. بادئة (es) V5- |
| الهوية الدولية لمشترك الجوال رمز البلد في الهاتف المحمول 649 | قائمة رموز أعضاء حلف الناتو رمز من ثلاثة حروف NAM | قائمة رموز أعضاء حلف الناتو رمز من حرفين (قديم) WA | مكتبة الكونغرس مارك (نظام فهرسة) SX                        |
| أرقام الهوية البحرية 659                                     | قائمة رموز الاتحاد الدولي للاتصالات NMB           | رموز معايير معالجة المعلومات الفيدرالية WA         | رمز تسجيل المركبات الدولي NAM                              |
| GTIN بادئة (es) —                                            | رمز برنامج الأمم المتحدة الإنمائي NAM             | المنظمة العالمية للأرصاد الجوية رمز البلد NM       | بادئة نداء الاتحاد الدولي للاتصالات V5A-V5Z                |

## ناورو
| أيزو 3166-1 رقمي 520                                         | أيزو 3166-1 حرفي-3 NRU                            | أيزو 3166-1 حرفي-2 NR                              | رمز مطار منظمة الطيران المدني الدولي بادئة(es) AN          |
| قائمة مفاتيح الهاتف لدول العالم +674                         | قائمة رموز بلدان اللجنة الأولمبية الدولية NRU     | النطاق الأعلى في ترميز الدولة .nr                  | منظمة الطيران المدني الدولي تسجيل الطائرات. بادئة (es) C2- |
| الهوية الدولية لمشترك الجوال رمز البلد في الهاتف المحمول 536 | قائمة رموز أعضاء حلف الناتو رمز من ثلاثة حروف NRU | قائمة رموز أعضاء حلف الناتو رمز من حرفين (قديم) NR | مكتبة الكونغرس مارك (نظام فهرسة) NU                        |
| أرقام الهوية البحرية 544                                     | قائمة رموز الاتحاد الدولي للاتصالات NRU           | رموز معايير معالجة المعلومات الفيدرالية NR         | رمز تسجيل المركبات الدولي NAU                              |
| GTIN بادئة (es) —                                            | رمز برنامج الأمم المتحدة الإنمائي NAU             | المنظمة العالمية للأرصاد الجوية رمز البلد NW       | بادئة نداء الاتحاد الدولي للاتصالات C2A-C2Z                |

## نيبال
| أيزو 3166-1 رقمي 524                                         | أيزو 3166-1 حرفي-3 NPL                            | أيزو 3166-1 حرفي-2 NP                              | رمز مطار منظمة الطيران المدني الدولي بادئة(es) VN          |
| قائمة مفاتيح الهاتف لدول العالم +977                         | قائمة رموز بلدان اللجنة الأولمبية الدولية NEP     | النطاق الأعلى في ترميز الدولة .np                  | منظمة الطيران المدني الدولي تسجيل الطائرات. بادئة (es) 9N- |
| الهوية الدولية لمشترك الجوال رمز البلد في الهاتف المحمول 429 | قائمة رموز أعضاء حلف الناتو رمز من ثلاثة حروف NPL | قائمة رموز أعضاء حلف الناتو رمز من حرفين (قديم) NP | مكتبة الكونغرس مارك (نظام فهرسة) NP                        |
| أرقام الهوية البحرية 459                                     | قائمة رموز الاتحاد الدولي للاتصالات NPL           | رموز معايير معالجة المعلومات الفيدرالية NP         | رمز تسجيل المركبات الدولي NEP                              |
| GTIN بادئة (es) —                                            | رمز برنامج الأمم المتحدة الإنمائي NEP             | المنظمة العالمية للأرصاد الجوية رمز البلد NP       | بادئة نداء الاتحاد الدولي للاتصالات 9NA-9NZ                |

## هولندا
| أيزو 3166-1 رقمي 528                                         | أيزو 3166-1 حرفي-3 NLD                            | أيزو 3166-1 حرفي-2 NL                              | رمز مطار منظمة الطيران المدني الدولي بادئة(es) EH          |
| قائمة مفاتيح الهاتف لدول العالم +31                          | قائمة رموز بلدان اللجنة الأولمبية الدولية NED     | النطاق الأعلى في ترميز الدولة .nl                  | منظمة الطيران المدني الدولي تسجيل الطائرات. بادئة (es) PH- |
| الهوية الدولية لمشترك الجوال رمز البلد في الهاتف المحمول 204 | قائمة رموز أعضاء حلف الناتو رمز من ثلاثة حروف NLD | قائمة رموز أعضاء حلف الناتو رمز من حرفين (قديم) NL | مكتبة الكونغرس مارك (نظام فهرسة) NE                        |
| أرقام الهوية البحرية 244, 245, 246                           | قائمة رموز الاتحاد الدولي للاتصالات HOL           | رموز معايير معالجة المعلومات الفيدرالية NL         | رمز تسجيل المركبات الدولي NL                               |
| GTIN بادئة (es) 870-879                                      | رمز برنامج الأمم المتحدة الإنمائي NET             | المنظمة العالمية للأرصاد الجوية رمز البلد NL       | بادئة نداء الاتحاد الدولي للاتصالات PAA-PIZ                |

## كاليدونيا الجديدة
| أيزو 3166-1 رقمي 540                                         | أيزو 3166-1 حرفي-3 NCL                            | أيزو 3166-1 حرفي-2 NC                              | رمز مطار منظمة الطيران المدني الدولي بادئة(es) NW         |
| قائمة مفاتيح الهاتف لدول العالم +687                         | قائمة رموز بلدان اللجنة الأولمبية الدولية —       | النطاق الأعلى في ترميز الدولة .nc                  | منظمة الطيران المدني الدولي تسجيل الطائرات. بادئة (es) F- |
| الهوية الدولية لمشترك الجوال رمز البلد في الهاتف المحمول 546 | قائمة رموز أعضاء حلف الناتو رمز من ثلاثة حروف NCL | قائمة رموز أعضاء حلف الناتو رمز من حرفين (قديم) NC | مكتبة الكونغرس مارك (نظام فهرسة) NL                       |
| أرقام الهوية البحرية 540                                     | قائمة رموز الاتحاد الدولي للاتصالات NCL           | رموز معايير معالجة المعلومات الفيدرالية NC         | رمز تسجيل المركبات الدولي F                               |
| GTIN بادئة (es) —                                            | رمز برنامج الأمم المتحدة الإنمائي NCA             | المنظمة العالمية للأرصاد الجوية رمز البلد NC       | بادئة نداء الاتحاد الدولي للاتصالات —                     |

## نيوزيلندا
| أيزو 3166-1 رقمي 554                                         | أيزو 3166-1 حرفي-3 NZL                            | أيزو 3166-1 حرفي-2 NZ                              | رمز مطار منظمة الطيران المدني الدولي بادئة(es) NZ, PL                |
| قائمة مفاتيح الهاتف لدول العالم +64                          | قائمة رموز بلدان اللجنة الأولمبية الدولية NZL     | النطاق الأعلى في ترميز الدولة .nz                  | منظمة الطيران المدني الدولي تسجيل الطائرات. بادئة (es) ZK-, ZL-, ZM- |
| الهوية الدولية لمشترك الجوال رمز البلد في الهاتف المحمول 530 | قائمة رموز أعضاء حلف الناتو رمز من ثلاثة حروف NZL | قائمة رموز أعضاء حلف الناتو رمز من حرفين (قديم) NZ | مكتبة الكونغرس مارك (نظام فهرسة) NZ                                  |
| أرقام الهوية البحرية 512                                     | قائمة رموز الاتحاد الدولي للاتصالات NZL           | رموز معايير معالجة المعلومات الفيدرالية NZ         | رمز تسجيل المركبات الدولي NZ                                         |
| GTIN بادئة (es) 940-949                                      | رمز برنامج الأمم المتحدة الإنمائي NZE             | المنظمة العالمية للأرصاد الجوية رمز البلد NZ       | بادئة نداء الاتحاد الدولي للاتصالات ZKA-ZMZ                          |

## نيكاراغوا
| أيزو 3166-1 رقمي 558                                         | أيزو 3166-1 حرفي-3 NIC                            | أيزو 3166-1 حرفي-2 NI                              | رمز مطار منظمة الطيران المدني الدولي بادئة(es) MN           |
| قائمة مفاتيح الهاتف لدول العالم +505                         | قائمة رموز بلدان اللجنة الأولمبية الدولية NCA     | النطاق الأعلى في ترميز الدولة .ni                  | منظمة الطيران المدني الدولي تسجيل الطائرات. بادئة (es) YN-  |
| الهوية الدولية لمشترك الجوال رمز البلد في الهاتف المحمول 710 | قائمة رموز أعضاء حلف الناتو رمز من ثلاثة حروف NIC | قائمة رموز أعضاء حلف الناتو رمز من حرفين (قديم) NU | مكتبة الكونغرس مارك (نظام فهرسة) NQ                         |
| أرقام الهوية البحرية 350                                     | قائمة رموز الاتحاد الدولي للاتصالات NCG           | رموز معايير معالجة المعلومات الفيدرالية NU         | رمز تسجيل المركبات الدولي NIC                               |
| GTIN بادئة (es) 743                                          | رمز برنامج الأمم المتحدة الإنمائي NIC             | المنظمة العالمية للأرصاد الجوية رمز البلد NK       | بادئة نداء الاتحاد الدولي للاتصالات H6A-H7Z,HTA-HTZ,YNA-YNZ |

## النيجر
| أيزو 3166-1 رقمي 562                                         | أيزو 3166-1 حرفي-3 NER                            | أيزو 3166-1 حرفي-2 NE                              | رمز مطار منظمة الطيران المدني الدولي بادئة(es) DR          |
| قائمة مفاتيح الهاتف لدول العالم +227                         | قائمة رموز بلدان اللجنة الأولمبية الدولية NIG     | النطاق الأعلى في ترميز الدولة .ne                  | منظمة الطيران المدني الدولي تسجيل الطائرات. بادئة (es) 5U- |
| الهوية الدولية لمشترك الجوال رمز البلد في الهاتف المحمول 614 | قائمة رموز أعضاء حلف الناتو رمز من ثلاثة حروف NER | قائمة رموز أعضاء حلف الناتو رمز من حرفين (قديم) NG | مكتبة الكونغرس مارك (نظام فهرسة) NG                        |
| أرقام الهوية البحرية 656                                     | قائمة رموز الاتحاد الدولي للاتصالات NGR           | رموز معايير معالجة المعلومات الفيدرالية NG         | رمز تسجيل المركبات الدولي RN                               |
| GTIN بادئة (es) —                                            | رمز برنامج الأمم المتحدة الإنمائي NER             | المنظمة العالمية للأرصاد الجوية رمز البلد NR       | بادئة نداء الاتحاد الدولي للاتصالات 5UA-5UZ                |

## نيجيريا
| أيزو 3166-1 رقمي 566                                         | أيزو 3166-1 حرفي-3 NGA                            | أيزو 3166-1 حرفي-2 NG                              | رمز مطار منظمة الطيران المدني الدولي بادئة(es) DN          |
| قائمة مفاتيح الهاتف لدول العالم +234                         | قائمة رموز بلدان اللجنة الأولمبية الدولية NGR     | النطاق الأعلى في ترميز الدولة .ng                  | منظمة الطيران المدني الدولي تسجيل الطائرات. بادئة (es) 5N- |
| الهوية الدولية لمشترك الجوال رمز البلد في الهاتف المحمول 234 | قائمة رموز أعضاء حلف الناتو رمز من ثلاثة حروف NGA | قائمة رموز أعضاء حلف الناتو رمز من حرفين (قديم) NI | مكتبة الكونغرس مارك (نظام فهرسة) NR                        |
| أرقام الهوية البحرية 657                                     | قائمة رموز الاتحاد الدولي للاتصالات NIG           | رموز معايير معالجة المعلومات الفيدرالية NI         | رمز تسجيل المركبات الدولي WAN                              |
| GTIN بادئة (es) —                                            | رمز برنامج الأمم المتحدة الإنمائي NIR             | المنظمة العالمية للأرصاد الجوية رمز البلد NI       | بادئة نداء الاتحاد الدولي للاتصالات 5NA-5OZ                |

## نييوي
| أيزو 3166-1 رقمي 570                                         | أيزو 3166-1 حرفي-3 NIU                            | أيزو 3166-1 حرفي-2 NU                              | رمز مطار منظمة الطيران المدني الدولي بادئة(es) NI        |
| قائمة مفاتيح الهاتف لدول العالم +683                         | قائمة رموز بلدان اللجنة الأولمبية الدولية —       | النطاق الأعلى في ترميز الدولة .nu                  | منظمة الطيران المدني الدولي تسجيل الطائرات. بادئة (es) — |
| الهوية الدولية لمشترك الجوال رمز البلد في الهاتف المحمول 555 | قائمة رموز أعضاء حلف الناتو رمز من ثلاثة حروف NIU | قائمة رموز أعضاء حلف الناتو رمز من حرفين (قديم) NE | مكتبة الكونغرس مارك (نظام فهرسة) XH                      |
| أرقام الهوية البحرية 542                                     | قائمة رموز الاتحاد الدولي للاتصالات NIU           | رموز معايير معالجة المعلومات الفيدرالية NE         | رمز تسجيل المركبات الدولي —                              |
| GTIN بادئة (es) —                                            | رمز برنامج الأمم المتحدة الإنمائي NIU             | المنظمة العالمية للأرصاد الجوية رمز البلد N1       | بادئة نداء الاتحاد الدولي للاتصالات —                    |

## جزيرة نورفولك
| أيزو 3166-1 رقمي 574                                         | أيزو 3166-1 حرفي-3 NFK                            | أيزو 3166-1 حرفي-2 NF                              | رمز مطار منظمة الطيران المدني الدولي بادئة(es) —           |
| قائمة مفاتيح الهاتف لدول العالم +672                         | قائمة رموز بلدان اللجنة الأولمبية الدولية —       | النطاق الأعلى في ترميز الدولة .nf                  | منظمة الطيران المدني الدولي تسجيل الطائرات. بادئة (es) VH- |
| الهوية الدولية لمشترك الجوال رمز البلد في الهاتف المحمول 505 | قائمة رموز أعضاء حلف الناتو رمز من ثلاثة حروف NFK | قائمة رموز أعضاء حلف الناتو رمز من حرفين (قديم) NF | مكتبة الكونغرس مارك (نظام فهرسة) NX                        |
| أرقام الهوية البحرية —                                       | قائمة رموز الاتحاد الدولي للاتصالات NFK           | رموز معايير معالجة المعلومات الفيدرالية NF         | رمز تسجيل المركبات الدولي —                                |
| GTIN بادئة (es) —                                            | رمز برنامج الأمم المتحدة الإنمائي —               | المنظمة العالمية للأرصاد الجوية رمز البلد —        | بادئة نداء الاتحاد الدولي للاتصالات —                      |

## جزر ماريانا الشمالية
| أيزو 3166-1 رقمي 580                                         | أيزو 3166-1 حرفي-3 MNP                            | أيزو 3166-1 حرفي-2 MP                              | رمز مطار منظمة الطيران المدني الدولي بادئة(es) PG        |
| قائمة مفاتيح الهاتف لدول العالم +1 670                       | قائمة رموز بلدان اللجنة الأولمبية الدولية —       | النطاق الأعلى في ترميز الدولة .mp                  | منظمة الطيران المدني الدولي تسجيل الطائرات. بادئة (es) — |
| الهوية الدولية لمشترك الجوال رمز البلد في الهاتف المحمول 534 | قائمة رموز أعضاء حلف الناتو رمز من ثلاثة حروف MNP | قائمة رموز أعضاء حلف الناتو رمز من حرفين (قديم) CQ | مكتبة الكونغرس مارك (نظام فهرسة) NW                      |
| أرقام الهوية البحرية 536                                     | قائمة رموز الاتحاد الدولي للاتصالات MRA           | رموز معايير معالجة المعلومات الفيدرالية CQ         | رمز تسجيل المركبات الدولي —                              |
| GTIN بادئة (es) —                                            | رمز برنامج الأمم المتحدة الإنمائي —               | المنظمة العالمية للأرصاد الجوية رمز البلد MY       | بادئة نداء الاتحاد الدولي للاتصالات —                    |

## النرويج
| أيزو 3166-1 رقمي 578                                         | أيزو 3166-1 حرفي-3 NOR                            | أيزو 3166-1 حرفي-2 NO                              | رمز مطار منظمة الطيران المدني الدولي بادئة(es) EN           |
| قائمة مفاتيح الهاتف لدول العالم +47                          | قائمة رموز بلدان اللجنة الأولمبية الدولية NOR     | النطاق الأعلى في ترميز الدولة .no                  | منظمة الطيران المدني الدولي تسجيل الطائرات. بادئة (es) LN-  |
| الهوية الدولية لمشترك الجوال رمز البلد في الهاتف المحمول 242 | قائمة رموز أعضاء حلف الناتو رمز من ثلاثة حروف NOR | قائمة رموز أعضاء حلف الناتو رمز من حرفين (قديم) NO | مكتبة الكونغرس مارك (نظام فهرسة) NO                         |
| أرقام الهوية البحرية 257, 258, 259                           | قائمة رموز الاتحاد الدولي للاتصالات NOR           | رموز معايير معالجة المعلومات الفيدرالية NO         | رمز تسجيل المركبات الدولي N                                 |
| GTIN بادئة (es) 700-709                                      | رمز برنامج الأمم المتحدة الإنمائي NOR             | المنظمة العالمية للأرصاد الجوية رمز البلد NO       | بادئة نداء الاتحاد الدولي للاتصالات 3YA-3YZ,JWA-JXZ,LAA-LNZ |